# Mozarteum (Praha)
Mozarteum je obchodní, kancelářský a obytný dům čp. 748/II,v Jungmannově ulici číslo 30, s dvorní fasádou obrácenou do Františkánské zahrady, v Praze 1 - Novém Městě. Je postaven ve stylu geometrické moderny a od roku 1967 chráněn jako kulturní památka.

## Historie

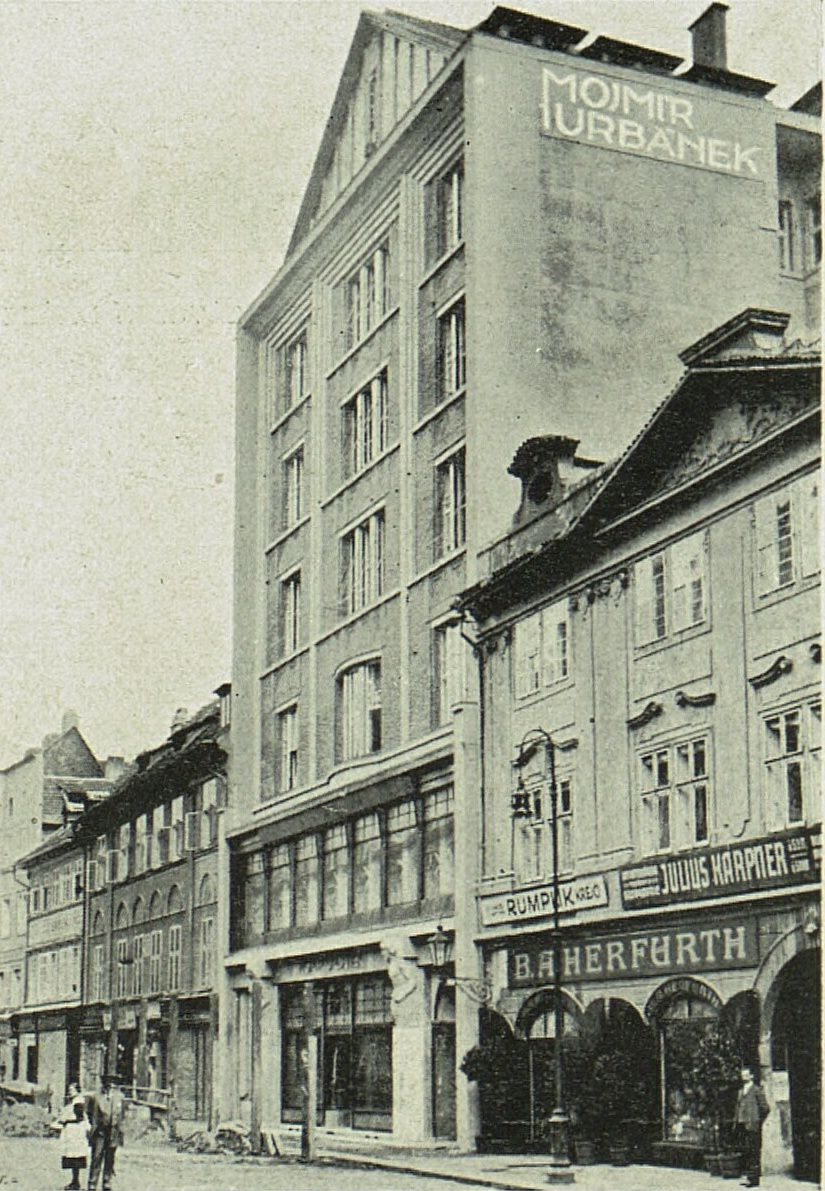
Novostavba Mozartea na fotografii z roku 1913

Dům Mozarteum stojí na městišti dvou středověkých domů z konce 14. století, spojených se založením Nového Města pražského:  Dům čp. 748a/II (staré č. 380a)  obýval od roku 1391 rybář Fanča, dům čp. 748b (staré č. 380b) jeho majitel Myran téhož roku pronajal převorovi a konventu kláštera karmelitánů u Panny Marie Sněžné. V roce 1622 se dům nazýval U tří bažantů a patřil rodině Kafky Říčanského z Říčan. Poslední stavbou na tomto místě byl klasicistní dům se dvorem hraběnky Gabriely Desfoursové, který byl zbořen roku 1910.
Projekt novostavby vypracoval architekt Jan Kotěra v duchu geometrické moderny pro nakladatele hudebnin Mojmíra Urbánka a jeho choť Kristinu. Železobetonovou konstrukci s kamennými a cihlovými výplněmi provedl roku 1913 stavitel František Troníček. Součástí projektu se stal i koncertní sál dvorního křídla s kapacitou 400 posluchačů. 
Od počátku své existence bylo Mozarteum místem veřejných představení, často vynikajících hudebních výkonů v orchestrálním nebo sólovém provedení. Při slavnostním otevření v roce 1913 zde zpívala Ema Destinnová, později vystupovalo České kvarteto,, americký klavírista Arthur Rubinstein, či venezuelská sopranistka Teresa Carreno,. Pražské premiéry se tady dočkal Janáčkův Zápisník zmizelého. Probíhaly zde rovněž přednášky nebo veřejná čtení, například architekta Le Corbusiera nebo spisovatele Franze Werfla. V rámci festivalu pro soudobou hudbu se zde konala veřejná prezentace čtvrttónového klavíru firmy August Forster, postaveného podle konceptu českého skladatele Aloise Háby. Později zde sídlilo divadlo D 34. V 70. letech 20. století byl sál přestavěn na, na svou dobu, moderní nahrávací studio firmy Supraphon, které sloužilo do restituce v roce 1991 a následné rekonstrukci zpět na koncertní sál.

## Popis budovy
Půdorys domu je rozdělen na pětipatrové uliční křídlo a nižší dvoutraktové dvorní křídlo. Obě křídla jsou spojená chodbou a dvouramenným schodištěm. Ze zadního čtyřpatrového křídla vybíhá do Františkánské zahrady jednopatrová stavba koncertního sálu, později užívaného i jako divadelní. 
Trojosý pětipatrový trakt do ulice má v přízemí a prvním patře šedou kamennou a štukovou pětiosou fasádu se dvěma pilíři, zdobenými dvěma alegorickými polofigurami žen od Jana Štursy. Uprostřed je velká výkladní skříň, po stranách dva portály vstupů. V prvním patře je sedmidílné pásové okno přes celou šíři fasády a nad ním nápis MOZARTEUM. Uliční fasáda druhého až pátého patra je tříosá, z režných cihel, směrem vzhůru mezi okny rámovaná a odstupňovaná jednou až třemi římsami, vrcholí trojbokým štítem se středním světlíkovým oknem. Ostatní střechy jsou ploché. 
Křídlo do Františkánské zahrady má hladkou fasádu, je čtyřosé a na střeše má vyhlídkovou terasu. 
Ve vchodech a ve vestibulu uličního křídla jsou zachovány některé původní architektonické prvky a detaily, především dveře, kryty topení, zábradlí a osvětlení. Původní je také schodiště do prvního patra, dveře, kliky a další interiérové prvky.

## Současné využití
V současné době je budova restituovaným majetkem dědiců rodiny Mojmíra Urbánka, k nimž patří také fotograf Gabriel Urbánek. V přízemí sídlí v pronájmu prodejna hodinářství Clock Gallery a prodejna bytových doplňků Le Patio. V prvním patře sídlí zázemí Clock Gallery se sbírkou umění a knihovnou majitelů hodinářsví, dvou historiků umění, PhDr. Jana Štěpánka a Mgr. Patrika Pařízka. Druhý z nich je známým recesistou, který od roku 2011 každoročně v Berouně spolupořádá čekání starosvětsky kostýmovaných měšťanů na tramvaj. Tramvaj však do roku 2025 nebyla ve městě zavedena.  

## Galerie

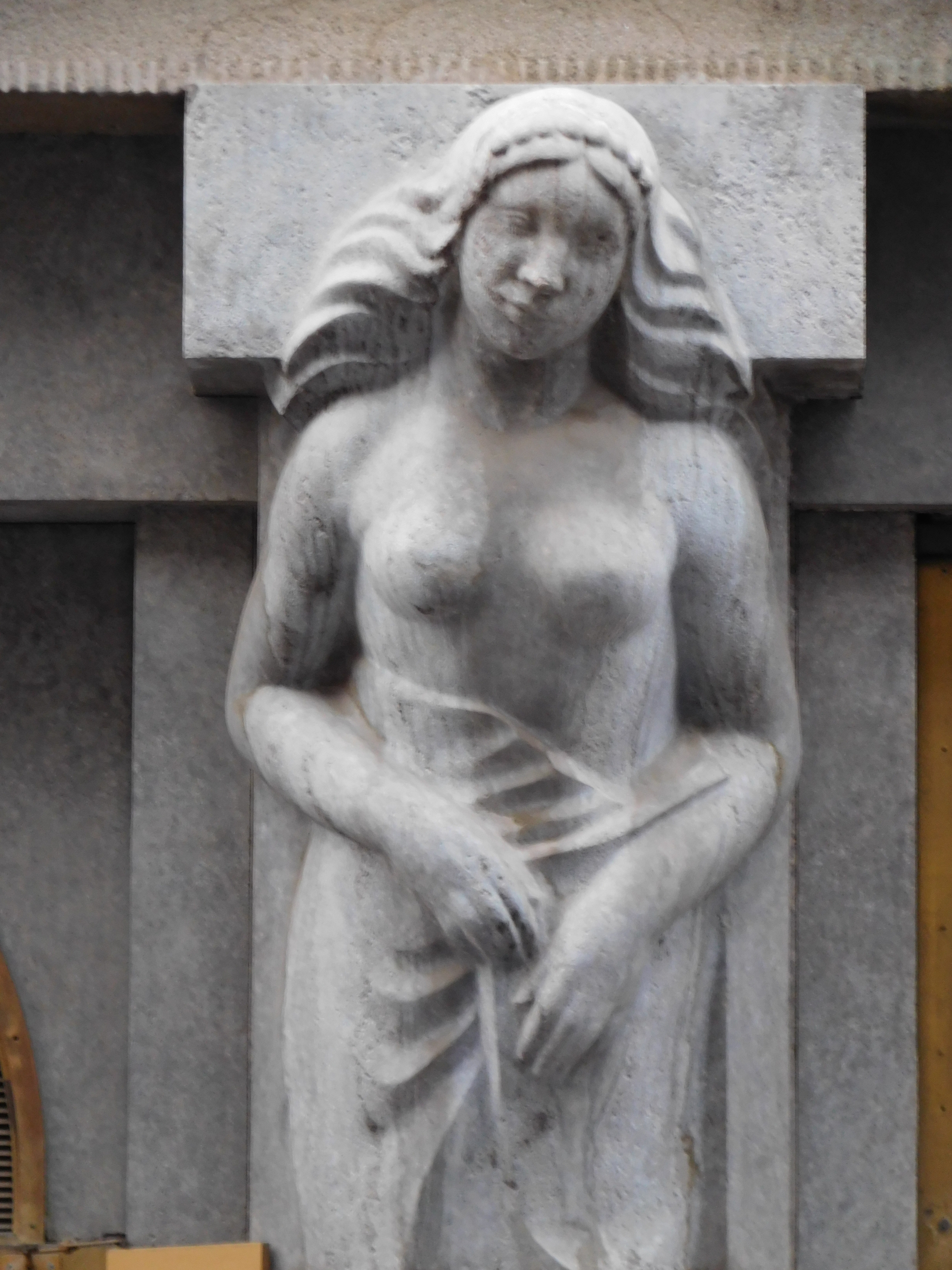
Polopostava od Jana Štursy na průčelí
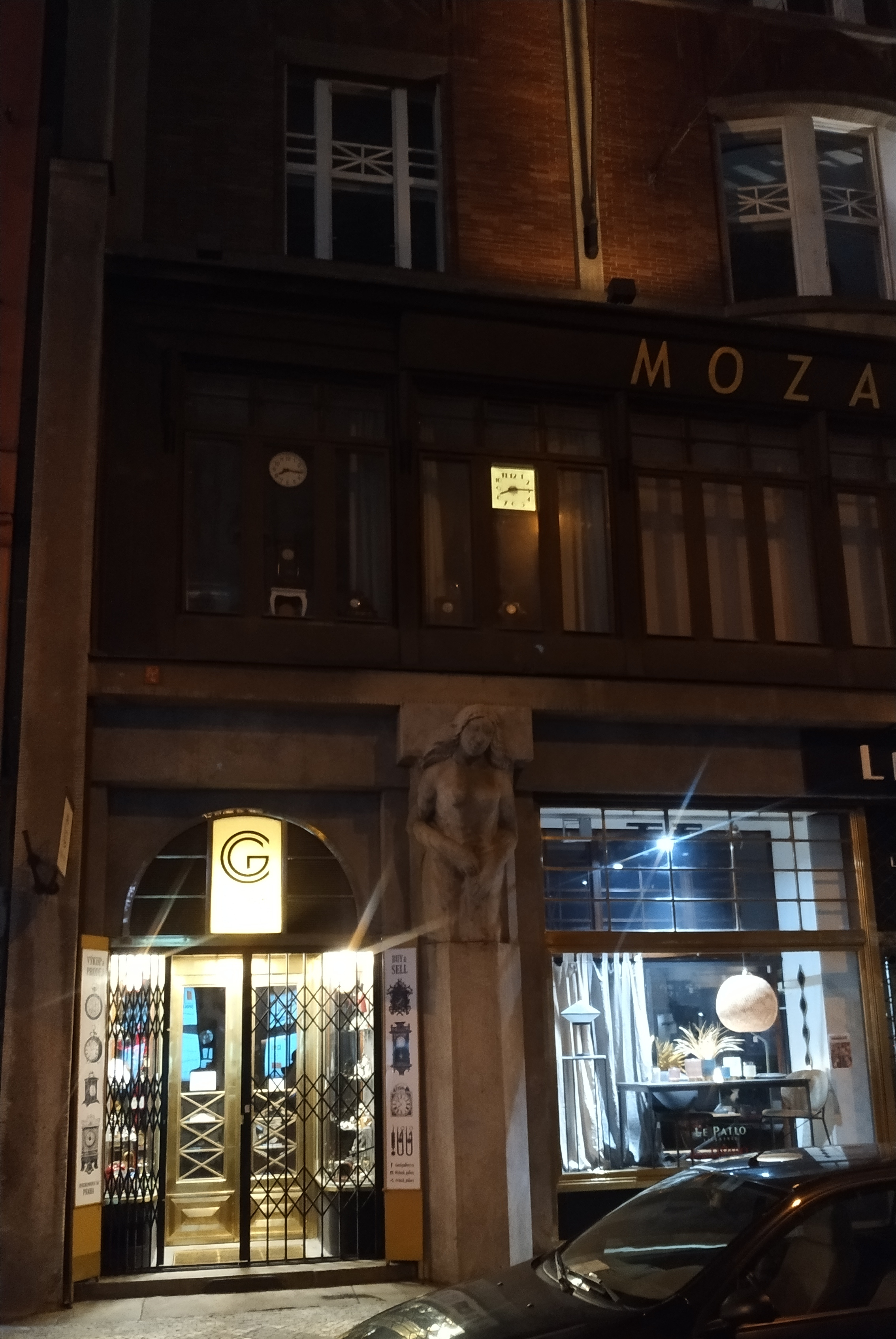
Veřejné hodiny na průčelí Mozartea
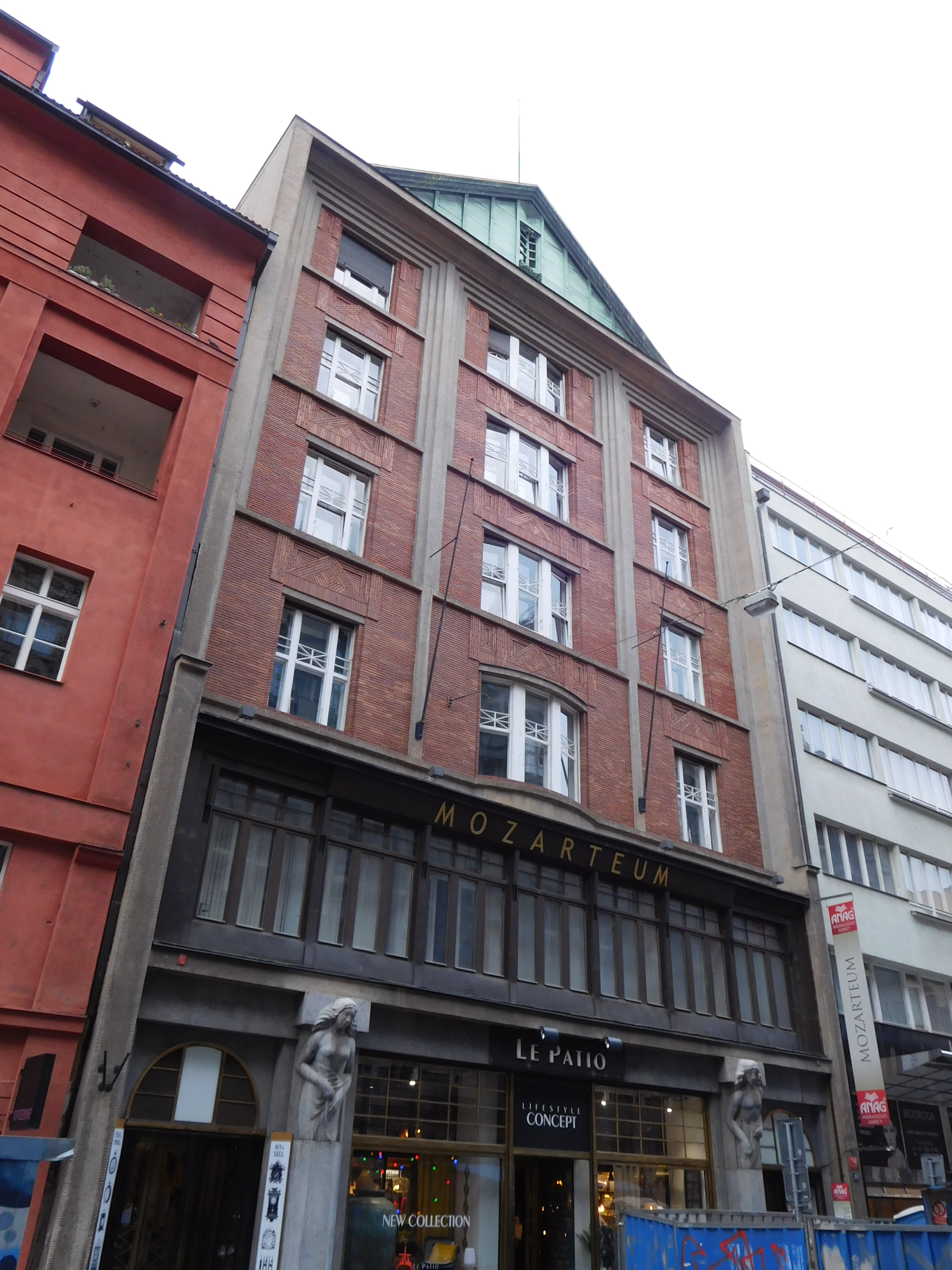
Pohled na průčelí Mozartea